# Atosfalva
Koordináták: é. sz. 46,4768°, k. h. 24,8976°46.476800°N 24.897600°E
Atosfalva (románul Hotești) Hármasfalu (Trei Sate) településrésze a mai Romániában Maros megyében. Székelyszentistvánnal és Csókfalvával összenőve alkotja Hármasfalu települést, amely közigazgatásilag Makfalvához tartozik.

## Története
Első említése az 1567-ből maradt fenn. A falu a hagyomány szerint egy pestisjárvány után keletkezett, amikor Székelyszentistvánról hat család költözött ide és eredetileg Hatosfalva volt a neve. A jelenkori tudományos nézet szerint neve az Atos személynévből származik.
1910-ben 342 magyar lakosa volt. A trianoni békeszerződésig Maros-Torda vármegye Nyárádszeredai járásához tartozott.

## Látnivalók
- Református temploma 1819 és 1821 között épült, az 1760-ban épített korábbi templom helyett. 1966-ban újították meg. Haranglába 1760-ban készült.[3]
- Gizella királyné szobra a templom kertjében.[3]